# Canale Sopravento
Il canale Sopravento (in spagnolo: Paso de los Vientos; in francese: passage du Vent; in inglese: Windward Passage) è uno stretto che separa l'isola di Cuba a ovest dall'isola di Hispaniola a sud-est.
Lo stretto mette in comunicazione l'oceano Atlantico a nord-est con il mare delle Antille a sud-ovest. Ha una ampiezza di circa 80 km e una profondità massima di circa 1700 metri.

## Via di comunicazione
Lo stretto è una via di comunicazione marittima molto importante essendo situato sulla rotta delle navi che dalla costa orientale degli Stati Uniti si dirigono verso il canale di Panama.